# 张立勇 (教育工作者)
张立勇（1975年—），男，汉族，江西崇义人，清华大学特聘讲师、助理研究员。

## 生平
张立勇因家庭经济条件不佳，迫使高二时辍学。在清华大学第十五食堂担任厨师职务，他利用业余时间单靠一套高三课本自学英语、法律、计算机科学，在食堂与在校生用英语交流。经过努力先后通过全国英语四、六级考试，并在托福考试上获得了比清华在校生还要高的630分的成绩。引起社会舆论，称他为“清华大学英语神厨”。现为清华大学讲师。